# Джамаат
Джамаат (від араб. جامعة, кириліз.: джамія) — колектив, спільнота, громада)
1. Спільнота мусульман, що є членами однієї релігійної общини, що гуртуються навколо однієї мечеті
У випадку відсутності мечеті, мусульмани групуються у общини (джамаати) і здійснюють мусульманські обряди в якомусь чистому, нефарбованому приміщенні. Молитви, як правило, відбуваються під керівництвом грамотного мусульманина — імама.
Джамаат може створюватися не лише за територіальною ознакою, він може об'єднувати предстаників певного напряму ісламу.
2. Джамаатами наприкінці 80-х. — початку 90-х рр. XX ст. стали називати свої общини прихильники ваххабізму на Північному Кавказі. Засновником і лідером релігійного руху став дагестанський шейх Багаутдін Магомедов
Після розгортання військового конфлікту на Північному Кавказі джамаатами почали називатися військово-релігійні угруповання (Джамаат шаріат, Дербентський джамаат, Карачаєвський джамаат і т. д.), що ведуть військову, диверсійну і терористичну діяльність проти Російської Федерації та місцевих проросійських адміністрацій за утворення ісламської держави
3. В Дагестані використовується також в значенні «сільська громада».